# Araneus blaisei
Araneus blaisei este o specie de păianjeni din genul Araneus, familia Araneidae, descrisă de Simon, 1909.
Este endemică în Vietnam. Conform Catalogue of Life specia Araneus blaisei nu are subspecii cunoscute.